# 萬年煙礁
，位于南沙群岛南部，是隸屬於巴丁宜阿里暗沙群的一個暗礁。万年烟礁现由马来西亚政府实际控制，中華人民共和國政府和中華民國政府亦声称拥有其主权。

## 名稱
美国地名委员会使用的名称为Richmond Reef（里士满礁），马来西亚称为Terumbu Balingian（万年烟礁），中国则称潭门礁。
1935年中华民国水陆地图审查委员会审定公布《中国南海各岛屿华英地名对照一览表》，Richmond Reef並不在列。1947年中华民国内政部公布的《南海诸岛新旧名称对照表》也是如此。1983年中华人民共和国中国地名委员会公布的《我国南海诸岛部分标准地名》，則使用了「潭门礁」的名称，以纪念经常到南沙捕鱼的海南省琼海市潭门港渔民。

## 歷史
万年烟礁位於巴丁宜阿里暗沙群北部居中，北距北康暗沙约14海里，东北－西南长2约海里，最浅处水深为4.9米。
万年烟礁现由马来西亚政府实际控制，中華人民共和國政府和中華民國政府亦声称拥有其主权。

## 参阅
- 南康暗沙
- 鲁克尼亚暗沙群